# 大阪市電桜川中之島線
大阪市電桜川中之島線（おおさかしでんさくらがわなかのしません）は、桜川二丁目 - 堂島大橋間を結んでいた大阪市電の路線。
大阪市電の第四期線として、あみだ池筋に開業した。

## 路線データー
- 起点：桜川二丁目
- 終点：堂島大橋
- 軌間：1435mm
- 架線電圧：600V

## 沿革
- 1921年（大正10年）7月23日
  - 桜川二丁目 - 堂島大橋間開業。
- 1951年（昭和26年）
  - 北堀江通四丁目駅をあみだ池駅に改称。
- 1956年（昭和31年）
  - 立売堀北通五丁目駅を西立売堀駅に改称。
- 1960年（昭和35年）
  - 京町堀通四丁目駅を京町堀四丁目駅に、

　　江戸堀北通四丁目駅を土佐堀四丁目駅に改称。
- 1968年（昭和43年）10月1日
  - 桜川二丁目 - 堂島大橋間廃止。

## 駅一覧
| 駅名           | キロ程 | 接続路線                                       |
| -------------- | ------ | ---------------------------------------------- |
| 桜川二丁目駅   |        | 大阪市電：西道頓堀天王寺線・九条高津線（西線） |
| あみだ池駅     |        |                                                |
| 白髪橋駅       |        | 大阪市電：東西線                               |
| 西立売堀駅     |        |                                                |
| 岡崎橋駅       |        | 大阪市電：靱本町線                             |
| 京町堀四丁目駅 |        |                                                |
| 土佐堀四丁目駅 |        | 大阪市電：土佐堀南岸線                         |
| 堂島大橋駅     |        | 大阪市電：九条中之島線・堂島大橋線             |